# Free on Board
Фоб (від англ. FOB, Free On Board, дос. «вільно на борту») — пункт угоди в морській торгівлі, який передбачає, що продавець зобов'язаний доставити товар і завантажити його на борт корабля власним коштом. 
Це означає, що з цього моменту усі витрати і ризики чи втрати ушкодження товару повинен нести покупець. За умовами терміна FOB на продавця покладається обов'язок з митного очищення товару для експорту. Цей термін може застосовуватися тільки під час перевезення товару морським чи внутрішнім водним транспортом.